# Eine Wolga-Romanze
Eine Wolga-Romanze, auch Eine bittere Romanze (Originaltitel: Жестокий романс,  Schestoki romans) ist ein sowjetischer Spielfilm unter der Regie von Eldar Rjasanow aus dem Jahr 1984 nach dem Drama Mädchen ohne Mitgift von Alexander Ostrowski aus dem Jahr 1878.

## Handlung
In der zweiten Hälfte der 1870er Jahre heiratet Olga Dmitriewna Ogudalowa, gegen ihren Willen, in einem Restaurant an der Wolga den kaukasischen Fürsten Georgi. Sie ist ein Kind der verarmten Witwe Charita Ignatjewna Ogudalowa, die alles daran setzt, ihre drei erwachsenen Töchter reich zu verehelichen, da sie ihnen keine Mitgift mit in die Ehe geben kann. Zwei ihrer Kinder sind jetzt verheiratet und nun muss nur noch Larissa Dmitriewna Ogudalowa unter die Haube gebracht werden. Diese hat auch bereits in dem Postbeamten Juli Kapitonowitsch Karandyschew einen Verehrer gefunden, dessen Liebe jedoch nicht von ihr erwidert wird. Einige Tage später, an Larissas Geburtstag, erhält ihre Mutter Charita von der zuerst verheirateten Tochter Anna die Nachricht, dass deren Mann in Monte-Carlo mit gefälschten Karten erwischt wurde und sie nun völlig verarmt und allein zurück nach Frankfurt am Main fahren muss, weshalb sie um 700 Rubel bittet. Da Charita bereits ihren gesamten Besitz verpfändet hat, bittet sie am Abend, während der Feier, den vermögenden Freund des Hauses Moki Parmenytsch Knurow, um Bargeld für ein wertvolles Geschenk, das Larissa soeben erhalten hatte.
Die Geburtstagsfeier ist bereits im vollen Gange, als der reiche Reeder Sergei Sergejewitsch Paratow, in den Larissa bereits seit einiger Zeit verliebt ist, eintrifft und ihr eine wertvolle Halskette schenkt, welche er ihr auch sofort anlegen darf. Zum Dank singt sie ein Lied für alle Gäste, ihre Augen ruhen aber nur auf Paratow. Einige Tage später holt er sie mit der Kutsche ab, um ihr seine „Lastotschka“ zu zeigen, welches als schnellstes Schiff auf der Wolga gilt. Er zeigt Larissa das gesamte Schiff und muss sie nicht erst überzeugen, eine Fahrt auf dem Fluss mit ihm zu unternehmen. Nach dem Abendessen im Salon kommt es zum ersten Austausch von zärtlichen Berührungen. An einem der nächsten Tage steht Larissa an der Wolga und schaut auf die vorbeifahrende „Lastotschka“, als ihr Verehrer Karandyschew erzählt, dass Paratows Landgut versteigert wird und er keinen Kredit mehr von der Bank bekommt. Auch erfährt sie, dass der abreisen will, kann aber nur noch zusehen, wie er sich am Bahnhof von seinen Freunden verabschiedet, während sie selbst nicht von ihm über die Abreise informiert wurde.
Im Hause der Ogudalowas finden weiterhin Feste statt, um für Larissa einen reichen Ehemann zu finden, nachdem Paratow alle möglichen Freier vertrieben hatte. Charita hat bereits den Bankdirektor Guljaew für ihre Tochter erwählt, der ihr auch eine dicke Brieftasche voller Rubel zeigt. Erst die auf der Feier auftauchende Polizei klärt sie darüber auf, dass dieser nur ein einfacher Kassierer ist, der das viele Geld in der Bank gestohlen hat. Das ist der Grund für die Gäste, die Feier zu verlassen und Larissa beschließt, den nächsten Mann zu heiraten, egal ob er reich oder arm ist.
Nun sieht Juli Karandyschew seine Zeit für gekommen. Obwohl er bisher noch keine Zärtlichkeiten von Larissa erhalten hat, verwöhnt er sie ständig. Als er versucht, ihr die Verbindung zu ihrem Freund Wassili Danilitsch Woschewatow, den sie bereits aus Kindertagen kennt, zu verbieten, reagiert sie sehr offen. Die Wahl, ihn zu heiraten ist nicht seinen Würden zuzuschreiben, sondern dem Umstand, dass sie vor den Menschen fliehen will und nur ihre Ruhe möchte. Trotzdem wird sie versuchen, sich in ihn zu verlieben. In der Stadt spricht sich inzwischen herum, dass Larissa den Postbeamten heiraten wird. Dieser will ein Fest geben, damit er vor allen Leuten zeigen kann, dass ihn das finanziell nicht überfordert und lädt viele der ehemaligen Gäste der Ogudalowas dazu ein.
Noch während er die Einladungen ausspricht, läuft die „Lastotschka“ in den Hafen ein, an deren Bord sich Sergei Paratow befindet, der nach einem Jahr Abwesenheit wieder das erste Mal in der Stadt ist, um sein Schiff an Wassili Woschewatow zu verkaufen. Dem und seinem anderen Freund Knurow erzählt er, dass er jetzt ein neues Leben beginnt. Seine Reederei gibt er auf, er hat viele Pläne und will sich um neue Geschäfte kümmern. Außerdem lädt er sie zum Mittagessen ein, denn er will seinen Abschied als Junggeselle feiern, weil er die Absicht hat zu heiraten. Seine Braut ist so reich, dass er nicht „Nein“ sagen kann, auch wenn er sich deshalb von seinem fröhlichen Leben verabschieden muss. Doch seine Freunde müssen ihm leider eine Absage erteilen, da sie bereits von Karandyschew wegen dessen bevorstehenden Hochzeit eingeladen wurden.
Vor dieser Feier versichert Larissa ihrem Bräutigam nochmals, dass sie ihn nur aus Verzweiflung heiratet und ihre Mutter bittet sie darum, nur eine kleine Feier auszurichten, was diese aber ablehnt. Von Karandyschew erfährt sie, dass sein Nebenbuhler Paratow sich wieder in der Stadt befindet. Dieser besucht Larissa, während sich ihr zukünftiger Ehemann mit den Vorbereitungen für das Fest beschäftigt. Mit seinen schmeichelnden Sprüchen wickelt Paratow seine ehemalige Geliebte umgehend wieder um seine Finger und sie gesteht, dass sie ihn immer noch liebt. Zwischen dem inzwischen zurückgekehrten Karandyschew und Paratow entwickelt sich ein erheblicher Streit, der nur durch die Bitten Larissas und ihrer Mutter beruhigt werden kann. Zum Schluss wird Paratow zu der geplanten Feier eingeladen. Dieser nutzt die Gelegenheit, um seinen Gegenspieler völlig betrunken zu machen, nimmt Larissa in den Arm und küsst sie.
Woschewatow, Knurow und Paratow beschließen, den Abend auf der „Lastotschka“ zu verbringen und die Wolga zu befahren. Auch Larissa schließt sich den Herren an, da sie ihrem Geliebten jetzt überall hin folgen möchte. Als ihr Bräutigam das erfährt, nimmt er sich eine Pistole und fährt ihnen hinterher, bis er trotz seiner Trunkenheit ebenfalls das bereits fahrende Schiff erreicht. Hier gesteht Paratow, dass er verlobt ist und sich deshalb für ein Leben lag an diese Frau gebunden fühlt. Für Larissa bricht eine Welt zusammen. Woschewatow und Knurow, die bereits wissen, dass Larissa sitzen gelassen wird, haben beide ein Interesse an ihr. Da sie sich nicht streiten wollen, werfen sie eine Münze, die bestimmen soll, wer die junge Frau bekommt. Knurow gewinnt und will mit ihr, obwohl er verheiratet ist, nach Paris fahren. Karandyschew wird Zeuge dieser Prozedur. Als Woschewatow auf Larissa trifft, bittet sie den alten Freund, von ihm wenigstens getröstet zu werden, was er ablehnt, da er sein Ehrenwort als Kaufmann gegeben hat, ihr nicht zu nahe zu kommen.
Während Larissa in sich gegangen und allein in einem großen Raum steht, wird sie von Karandyschew gefunden, der über sie herfällt und ihr mehrmals seine Liebe gesteht. Sie kann sich aus der gewalttätigen Umklammerung lösen und flüchtet auf das Schiffsdeck, um Knurow ihr Einverständnis zu geben. Karandyschew läuft ihr hinterher und erschießt sie mit dem Ausruf, dass sie dann keinem gehören soll. Mit letzten Worten bedankt sich Larissa dafür bei ihm.

## Produktion und Veröffentlichung
Der von der Sechsten Filmproduktionsvereinigung in Farbe gedrehte Film hatte am 24. November 1984 unter dem Titel Жестокий романс in der Sowjetunion Premiere und erreichte hier über 22 Millionen Zuschauer.
In der DDR wurde der Film Eine bittere Romanze das erste Mal nachweisbar am 14. Dezember 1985 im Berliner Kino Babylon im Rahmen des Programms des Studiokino Camera gezeigt. Im Fernsehen der DDR wurde der Film am 30. Dezember 1986 im 2. Programm gesendet.
Im ZDF wurde der Film am 31. August 1986 unter dem Titel Eine Wolga-Romanze ausgestrahlt.

## Kritik
Das Lexikon des internationalen Films schreibt, dass es sich bei diesem Film um ein eindrucksvolles Drama handelt, welches sich mit großem Einfühlungsvermögen den Personen nähert. Hier wird in sorgfältig ausgearbeiteten Details das Ende der großbürgerlichen Gesellschaft in Russland gezeigt.